# Vinagora
Vinagora est un village de la municipalité de Pregrada (comitat de Krapina-Zagorje) en Croatie. Au recensement de 2011, le village comptait 41 habitants.

## Bâtiments remarquables
L'église datant de 1657 est située sur une colline. Elle comporte une enceinte, une galerie couverte, une statue gothique en bois de Madone (Sainte-Marie de la Visitation), des tours rondes et un clocher à bulbe. Des pèlerinages s'y déroulent.